# Périssologie
Ne doit pas être confondu avec Pléonasme.
La périssologie, du grec ancien περισσολογία / périssología, « excès de minutie, de subtilité, dans un exposé », dérivé de l’adjectif περισσός / périssós, « qui dépasse la mesure » et du substantif λόγος / lógos, « discours », est une redondance, consistant en l’ajout d’un ou de plusieurs détails inutiles qui n’apportent rien à la compréhension d’une idée ni à l’expression de cette idée, sinon pour l’alourdir. Elle est fréquemment confondue avec le pléonasme, figure de style renforçant le sens du texte par une répétition choisie de termes sémantiquement proches.
La périssologie constitue une faute de style. Le plus souvent involontaire, elle peut être également volontaire, par exemple pour obtenir un effet comique.

## Exemples
- « Sans que ce soit prévu, nous nous sommes rencontrés fortuitement à la station de métro, par hasard. »
- La « panacée universelle ».
- « Sur support papier » : le papier étant un support, « sur papier » suffit. De plus, « support papier » est une parataxe, puisqu'il y a omission fautive de la préposition « en » devant « papier » (support en papier).
- « Étant fautive, je suis donc impardonnable » ne serait pas une périssologie en soi - car on peut être fautive mais pardonnable - sans la surcharge logique créée par la préposition "donc", dont l'idée est déjà sous-entendue dans le participe "étant" qui signifie ici "puisque je suis". Cette périssologie est subtile mais réelle et s'évitera en lui préférant "Étant fautive, je suis impardonnable".
- « Monter en haut » ;  « monter » indiquant déjà le fait d'aller en haut, on devrait dire, soit « Monter »  ou  soit « Aller en haut ». Par opposition  « descendre en bas » devrait se dire soit  « descendre » ou soit  « aller en bas ». C'est l'archétype du pléonasme, et subsidiairement une périssologie.
- « Puis-je me permettre de prier Monsieur de bien vouloir m'autoriser à reprendre mes travaux ? » (Boris Vian, L'Écume des jours, cité comme exemple par Dupriez).
- « Alors, tout naïvement, sans y entendre malice, dans cette salle à manger de presbytère, si candide et si calme, avec son chemin de croix en petits tableaux et ses jolis rideaux clairs empesés comme de surplis, l'abbé me commença une historiette légèrement sceptique et irrévérencieuse, à la façon d'un conte d'Erasme ou d'Assoucy. » (Alphonse Daudet, Lettres de mon moulin). La fin du discours entre en contradiction avec le début, marqué par une redondance sur le thème de la candeur.

## Figures proches
| Figure mère | Figure fille |
| ----------- | ------------ |
| redondance  |              |

| Antonyme | Paronyme | Synonyme                          |
| -------- | -------- | --------------------------------- |
|          |          | battologie, tautologie, pléonasme |